# Скрејпер (Оклахома)
Скрејпер (енгл. Scraper) насељено је место без административног статуса у америчкој савезној држави Оклахома.

## Демографија
По попису из 2010. године број становника је 191, што је 284 (-59,8%) становника мање него 2000. године.
| Група             | 2000.       | 2010.       |
| Белци             | 279 (58,7%) | 112 (58,6%) |
| Афроамериканци    | 6 (1,3%)    | 0 (0,0%)    |
| Азијати           | 1 (0,2%)    | 1 (0,5%)    |
| Хиспаноамериканци | 7 (1,5%)    | 5 (2,6%)    |
| Укупно            | 475         | 191         |